# Састанак у Карађорђеву
Састанак у Карађорђеву је био тајни састанак, одржан у марту 1991. године у Карађорђеву, између председника Хрватске Фрање Туђмана и председника Србије Слободана Милошевића о тадашњој ситуацији у СФРЈ. Према више извора, на том састанку двојице председника је усмено договорена подела Босне и Херцеговине између Србије и Хрватске, због чега се овај догађај понекад назива и споразум у Карађорђеву.
Милошевић је на тим преговорима захтевао све територије на којима су Срби имали већину. То је укључивало нпр. источну и западну БиХ. Туђман и његово вођство су тражили првенствено западну Херцеговину где су Хрвати имали већину. Између такве проширене Хрватске и проширене Србије била би мала муслиманска државица.
Душан Биланџић, Туђманов саветник који је присуствовао састанку, касније је објавио књигу у којој тврди да је „суштина састанка била подела Босне и Херцеговине”.